# سيب هايدر
سيب هايدر (بالألمانية: Sepp Haider)‏ مواليد 26 سبتمبر 1953 في النمسا، هو سائق راليات نمساوي سابق بدأ مسيرته في سنة 1977. كان أول رالي له هو رالي السويد 1977. تنافس في بطولة العالم للراليات. فاز بـ سباق رالي واحد. صعد على المنصة مرة واحدة خلال مسيرته.

## فرق مثلها
- أوبل

## روابط خارجية
- سيب هايدر على موقع eWRC-results.com (الإنجليزية)